# Darren O'Day
Darren Christopher O'Day (né le 22 octobre 1982 à Jacksonville, Floride, États-Unis) est un ancien lanceur de relève droitier de la Ligue majeure de baseball. 

## Carrière
Après des études secondaires à la Bishop Kenny High School de Jacksonville (Floride), Darren O'Day suit des études supérieures à l'université de Floride où il porte les couleurs des Gators de la Floride de 2003 à 2006.  

### Angels de Los Angeles
O'Day est recruté comme agent libre amateur par les Angels de Los Angeles d'Anaheim le 29 mai 2006. Il passe deux saisons en Ligues mineures avant d'effectuer ses débuts en Ligue majeure le 31 mars 2008.

### Mets de New York
Il rejoint les Mets de New York le 11 décembre 2008 via le repêchage de règle 5. O'Day fait quatre apparitions en Ligue majeure sous l'uniforme des Mets en avril 2009, puis il est mis en ballottage. 

### Rangers du Texas

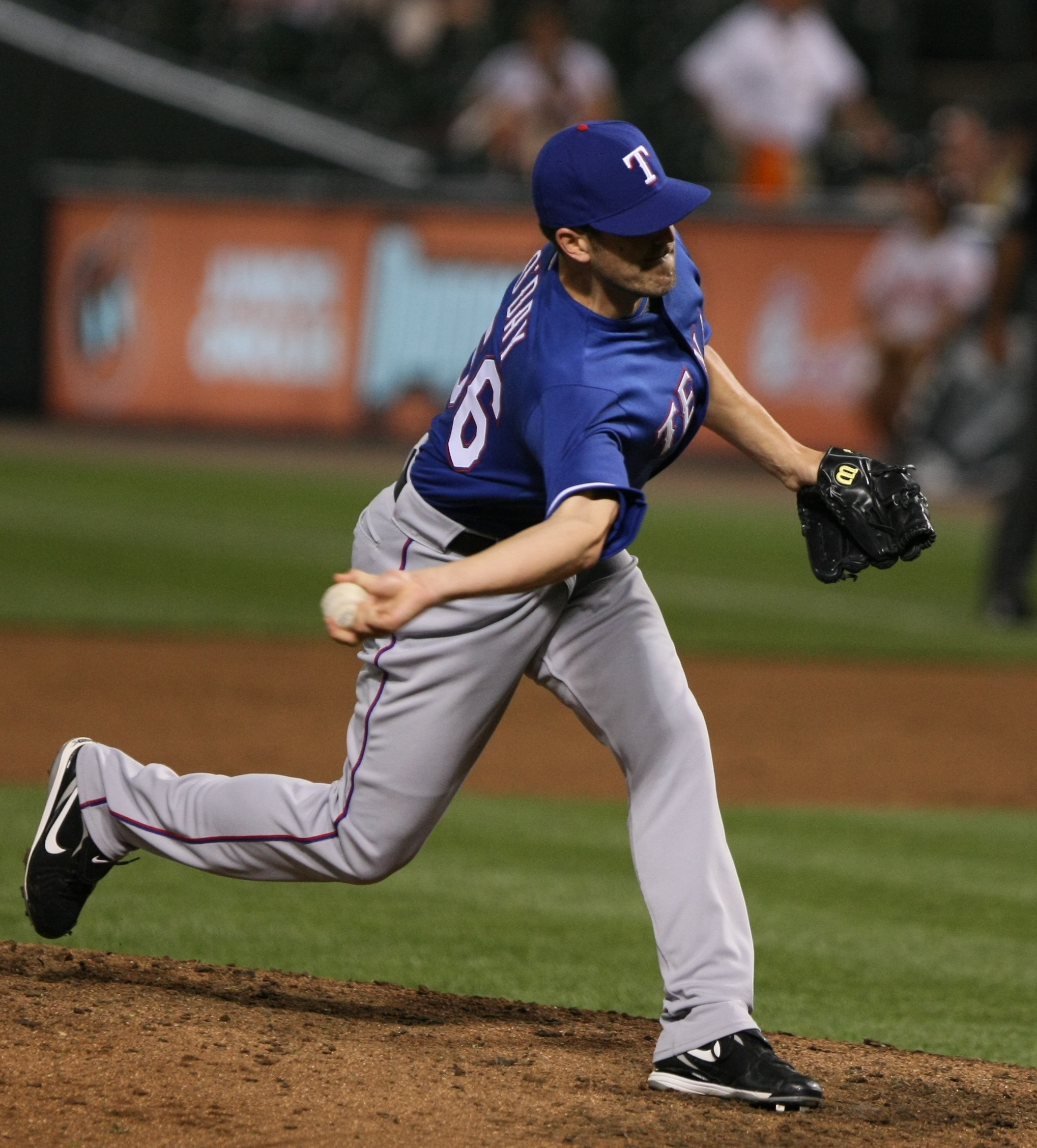
Darren O'Day en 2009 avec les Rangers du Texas.

Les Rangers du Texas reprennent son contrat le 22 avril 2009. Transféré le matin, il entre en jeu avec les Rangers le soir même. Dans l'impossibilité de lui fournir un maillot à son nom, l'intendant des Rangers donne à O'Day l'équipement de Kason Gabbard. 
Il connaît une excellente 2010 dans l'enclos de relève des Rangers. Il effectue 72 sorties et lance 62 manches au cours desquelles sa moyenne de points mérités se chiffre à 2,03. Il remporte six victoires contre deux défaites, puis fait quatre apparitions dans la Série mondiale 2010 perdue par Texas contre San Francisco.
En 2011, des blessures à la hanche et à l'épaule limitent son temps de jeu. Il ne dispute que 16 parties et n'est pas dans l'effectif lorsque les Rangers jouent en séries éliminatoires et se rendent en Série mondiale 2011.

### Orioles de Baltimore
Le 2 novembre 2011, les Orioles de Baltimore réclament O'Day au ballottage.
De 2012 à 2015, O'Day est l'un des releveurs les plus efficaces du baseball majeur,, avec une moyenne de points mérités de 1,92 et 283 retraits sur des prises en 263 manches lancées pour les Orioles, et 2,1 buts-sur-balles alloués par 9 manches. Il s'impose comme l'un des meilleurs lanceurs de huitième manche (setup man) de la ligue,,. 
En 2012, sa première année à Baltimore, sa moyenne de points mérités est de 2,28 en 67 matchs, avec 7 victoires et une seule défaite. Il retourne en éliminatoires, deux ans après sa première expérience avec Texas, et blanchit les adversaires des Orioles en 7 manches au monticule contre son ancien club, les Rangers, puis les Yankees. 
Il abaisse ensuite sa moyenne de points mérités à chaque saison : de 2,18 en 2013 à 1,70 en 2014, puis à seulement 1,52 en 65 manches et un tiers lancées en 2015. Au cours de cette dernière saison, il reçoit sa première invitation au match des étoiles de mi-saison et établit de nouveaux records personnels avec 82 retraits sur des prises et un ratio de 11,3 retraits sur des prises par 9 manches lancées. 
Devenu joueur autonome à 33 ans au terme de sa 4e saison à Baltimore, O'Day est convoité par les Nationals de Washington, tandis que les Orioles tentent de le convaincre de revenir. Il se laisse finalement séduire et signe le 14 décembre 2015 un nouveau contrat de 4 saisons pour 31 millions de dollars avec les Orioles.

## Statistiques
| Saison | Équipe    | G   | GS | CG | SHO | V  | D  | SV | IP    | SO  | ERA  |
| ------ | --------- | --- | -- | -- | --- | -- | -- | -- | ----- | --- | ---- |
| 2008   | LA Angels | 30  | 0  | 0  | 0   | 0  | 1  | 0  | 43.1  | 29  | 4,57 |
| 2009   | NY Mets   | 4   | 0  | 0  | 0   | 0  | 0  | 0  | 3.0   | 2   | 0,00 |
| 2009   | Texas     | 64  | 0  | 0  | 0   | 2  | 1  | 2  | 55.2  | 54  | 1,94 |
| 2010   | Texas     | 72  | 0  | 0  | 0   | 6  | 2  | 0  | 62.0  | 45  | 2,03 |
| 2011   | Texas     | 16  | 0  | 0  | 0   | 0  | 1  | 0  | 16.2  | 18  | 5,40 |
| 2012   | Baltimore | 69  | 0  | 0  | 0   | 7  | 1  | 0  | 67.0  | 69  | 2,28 |
| 2013   | Baltimore | 68  | 0  | 0  | 0   | 5  | 3  | 2  | 62.0  | 59  | 2,18 |
| 2014   | Baltimore | 68  | 0  | 0  | 0   | 5  | 2  | 4  | 68.2  | 73  | 1,70 |
| 2015   | Baltimore | 68  | 0  | 0  | 0   | 6  | 2  | 6  | 65.1  | 82  | 1,52 |
| 2016   | Baltimore | 34  | 0  | 0  | 0   | 3  | 1  | 3  | 31.0  | 38  | 3,77 |
| 2017   | Baltimore | 64  | 0  | 0  | 0   | 2  | 3  | 2  | 60.1  | 76  | 3,43 |
| 2018   | Baltimore | 20  | 0  | 0  | 0   | 0  | 2  | 2  | 20.0  | 27  | 3,60 |
| Totaux | Totaux    | 577 | 0  | 0  | 0   | 36 | 19 | 21 | 555.0 | 572 | 2,56 |

| Saison | Équipe    | G  | GS | CG | SHO | V | D | SV | IP   | SO | ERA   |
| ------ | --------- | -- | -- | -- | --- | - | - | -- | ---- | -- | ----- |
| 2010   | Texas     | 11 | 0  | 0  | 0   | 0 | 1 | 0  | 4.2  | 8  | 7,71  |
| 2012   | Baltimore | 5  | 0  | 0  | 0   | 0 | 0 | 0  | 7.0  | 5  | 0,00  |
| 2014   | Baltimore | 4  | 0  | 0  | 0   | 0 | 2 | 0  | 2.2  | 2  | 13,48 |
| 2016   | Baltimore | 1  | 0  | 0  | 0   | 0 | 0 | 0  | 1.2  | 1  | 0,00  |
| Totaux | Totaux    | 21 | 0  | 0  | 0   | 0 | 3 | 0  | 16.0 | 16 | 4,50  |

Note : G = Matches joués ; GS = Matches comme lanceur partant ; CG = Matches complets ; SHO = Blanchissages ; 
V = Victoires ; D = Défaites ; SV = Sauvetages ; IP = Manches lancées ; SO = Retraits sur des prises ; ERA = Moyenne de points mérités.